# Spadafora
Spadafora település Olaszországban, Szicília régióban, Messina megyében. Lakosainak száma 4687 fő (2023. január 1.). Spadafora Roccavaldina, Rometta és Venetico községekkel határos.

## Népesség
A település lakossága az elmúlt években az alábbi módon változott:
| Lakosok száma | 5019 | 4983 | 4687 |
|               | 2017 | 2018 | 2023 |